# Johan Pater
Johan Pater (Ede, 1 januari 1981) is een Nederlands voormalig profvoetballer die speelde als aanvaller.

## Loopbaan als voetballer
Pater groeide op in Ede en begon met voetballen bij de lokale KSV Fortissimo. Hier werd hij gescout door SBV Vitesse en volgde de jeugdopleiding bij de Vitesse Voetbal Academie. In 1996 stapte hij over naar de jeugdacademie van PSV. Hier doorliep hij de diverse jeugdteams en kwam bij de eerste selectie. Op 12 maart 2000 maakte hij zijn debuut voor PSV in een met 2-1 gewonnen wedstrijd tegen FC Utrecht, door in de 85e minuut in te vallen voor Wilfred Bouma.
De levensstijl van Pater paste echter niet binnen het professionele klimaat van PSV en de club besloot Pater te verhuren aan stadsgenoot FC Eindhoven, dat actief was in de Eerste divisie. Hij speelde 8 wedstrijden voor FC Eindhoven voor hij bij een dopingcontrole werd betrapt op het gebruik van cocaïne. Pater had de drug in het uitgaansleven recreatief gebruikt. Hij werd voor 18 wedstrijden geschorst en keerde aan het eind van het seizoen terug bij PSV, dat ook niet verder met hem wilde. Zijn contract werd ontbonden en hij vertrok op voorspraak van technisch directeur Ted van Leeuwen naar de amateurs van AGOVV in Apeldoorn, dat in afwachting was van een proflicentie. Pater werd met AGOVV kampioen van de hoofdklasse.
Na een seizoen keerde hij weer terug in het betaald voetbal. Hij tekende een contract bij Stormvogels Telstar, waarvoor hij in drie seizoenen 67 wedstrijden speelde en vijf keer scoorde. Hierna speelde hij achtereenvolgens een seizoen bij Go Ahead Eagles en FC Volendam en wederom Stormvogels Telstar. Bij Go Ahead Eagles, waarvoor hij 35 wedstrijden speelde, groeide hij uit tot een cultheld.
Voor het seizoen 2007-2008 keerde hij op amateurbasis terug bij Stromvogels Telstar. Hier raakte hij in opspraak, doordat hij buiten medeweten van de club een trainingsstage afwerkte bij Stoke City FC. De club besloot de aanvaller hierop de deur te wijzen. Hierop keerde hij in februari op amateurbasis terug bij AGOVV, dat ondertussen zijn proflicentie binnen had en uitkwam in de Eerste Divisie. In de zomer van 2008 kreeg hij een eenjarig contract aangeboden. In maart 2009 maakte de club echter bekend dat het contract van Pater niet verlengd werd. Hierop besloot hij op 29-jarige leeftijd zijn carrière te beëindigen. Na het beëindigen van zijn carrière had hij moeite zijn leven weer op de rit te krijgen. Hij voetbalde na zijn pensionering nog voor WAVV en VV Lunteren.
Pater was na zijn actieve carrière oprichter van de kledinglijn Helemaal Knettahh, die hij zelf beheerde. In 2016 werkte hij als bouwvakker. Op 9 december 2019 werd Pater getroffen door een hartaanval waardoor hij in coma raakte. Na een maand ontwaakte hij en begon het revalideren.